# Моніка (співачка)
Мо́ніка Деніз Арнольд, у шлюбі Бра́ун (англ. Arnold; 24 жовтня 1980, Коледж-Парк, Джорджія, США) — американська співачка, авторка пісень, музична продюсерка, акторка, телевізійна продюсерка і мотиваційна ораторка.

## Біографія
Народилася 24 жовтня 1980 року в Коледж-Парку (штат Джорджія, США) в сім'ї церковної співачки Мерилін Бест. У Моніки є молодший брат — Монтес (нар. 1983), а також троє зведених братів, один по матері і двоє по батькові — Джермонд Грант, Трон і Сайпресс.

## Кар'єра
Почала свою музичну кар'єру в 1993 році.
В 1996—2009 року зіграла в 10-ти фільмах і телесеріалах.

## Особисте життя
У 2000—2010 роки знаходилась у фактичному шлюбі з музикантом Рокко, з яким також була заручена з 2005 року. У колишньої пари є два сина — Родні Рэмон Хілл-третій (нар. 21.05.2005) та Ромело Монтес Гілл (нар. 08.01.2008).
З 22 листопада 2010 року одружена з баскетболістом Шенноном Брауном, з яким зустрічалася 5 місяців до весілля. У подружжя є дочка — Лайя Шеннон Браун (нар. 03.09.2013).
В середині травня 2017 року Моніці був поставлений діагноз ендометріозу. Два тижні потому, 30 травня, вона перенесла майже 8-ми годинну операцію, в результаті якої їй видалили дві дуже болючі кісти, міому та грижу.